# Johnny Thingsager Madsen
Johnny Thingsager Madsen (23. februar 1949 i Holstebro – 2002) var en dansk guitarist.
Johnny Thingsager Madsen blev uddannet på Det Jyske Musikkonservatorium som klassisk guitarist og underviste på Holstebro musikskole.

## Karriere
Johnny Thingsager Madsen har spillet med i følgende bands:
- 1964 Drifters
- 1965 – april 1966 Fighters
- 1966 – 1969 The Poisons
- 1969 – 1971 Chapter Three
- 1971 – 1975 Jackie Boo Flight også kalder J.B.F.

|  | Artiklen om musikeren Johnny Thingsager Madsen kan blive bedre, hvis der indsættes et (bedre) billede. Du kan hjælpe ved at afsøge Wikimedia Commons for et passende billede eller lægge et op på Wikimedia Commons med en af de tilladte licenser og indsætte det i artiklen. |